# Battledore and shuttlecock

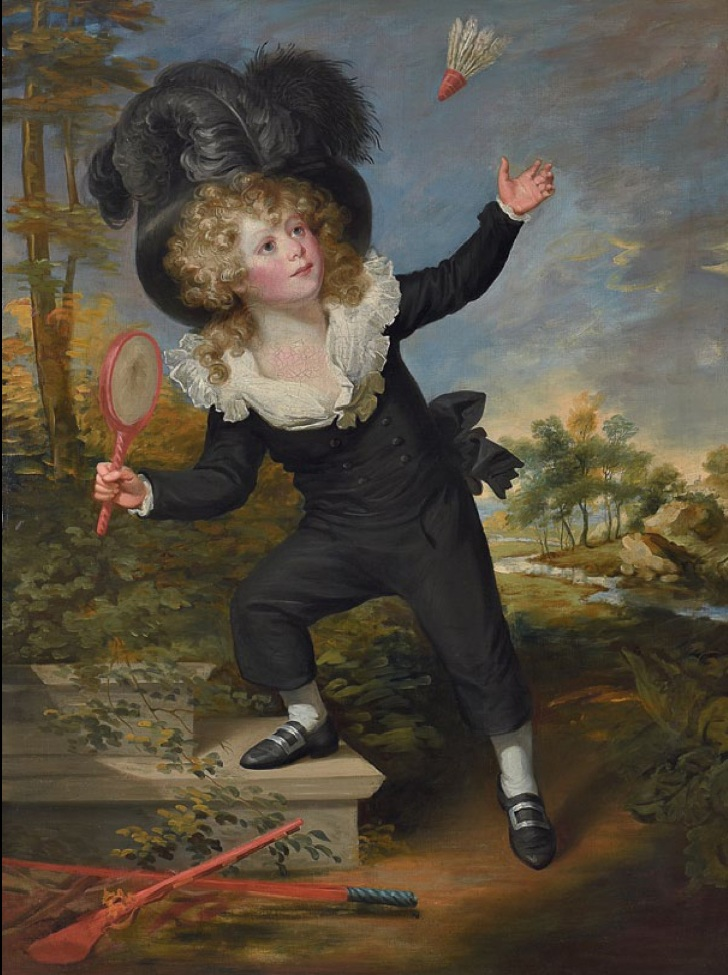
Een spelletje Battledore and shuttlecock

Battledore and shuttle (of jeu de volant) is een vroege voorloper van het moderne badminton.
Het spel wordt door twee mensen gespeeld, met behulp van kleine rackets, battledores genaamd, die van perkament of darmen waren gemaakt, die over een houten frame waren gespannen. De shuttlecock (shuttle) was van licht materiaal als kurk gemaakt en had bijgeknipte veren aan de bovenkant.
Het doel van het spel was, dat spelers de shuttlecock zoveel mogelijk van de ene naar de andere kant te slaan, zonder dat deze op de grond viel.
Van vergelijkbare spelen wordt verondersteld dat deze ongeveer 2000 jaar geleden zijn ontstaan en al minstens zo lang populair zijn in India, China, Japan en Siam. In Europa werd het eeuwenlang door kinderen gespeeld. 